# Homer Bigart
Homer William Bigart, né le 25 octobre 1907 et mort le 16 avril 1991, est un journaliste américain. Il a travaillé pour le New York Herald Tribune de 1929 à 1955 puis pour le New York Times de 1955 jusqu'à son départ à la retraite en 1972. Il a gagné deux Prix Pulitzer en tant que correspondant de guerre.

## Publications
- Forward Positions: The war correspondence of Homer Bigart, ed. Betsy Wade (University of Arkansas Press, 1992);  (ISBN 1557282579)[1]